# Guards Armoured Division
La Guards Armoured Division (Divisione Corazzata della Guardia) era una formazione corazzata dell'Esercito britannico durante la seconda guerra mondiale.

## Storia
La Guards Armoured Division venne formata il 17 giugno 1941 e rimase nel Regno Unito per completare l'addestramento sino al 26 giugno 1944, quando sbarcò in Normandia come parte del VIII Corpo d'Armata britannico. Il suo primo grande scontro è stato l'operazione Goodwood, l'attacco da parte di tre divisioni corazzate alla cresta di Bourguebu in un tentativo di uscire dalla testa di ponte in Normandia. Quella è stata seguita dall'operazione Bluecoat, l'avanzata ad est di Caen a seguito della formazione della sacca di Falaise. Trasferita al XXX Corpo d'Armata, la divisione ha liberato Bruxelles. Ha guidato l'attacco del XXX Corpo durante l'operazione Market Garden, l'avanzata delle forze di terra per ricongiungersi con le unità aviotrasportate che miravano ad assicurare i ponti da Eindhoven ad Arnhem, catturando il ponte di Nimega in congiunzione con i paracadutisti americani. Durante la battaglia delle Ardenne, è stata mandata verso la Mosa come riserva in caso di sfondamento delle linee americane da parte dei tedeschi. Ha subito duri combattimenti durante l'operazione Veritable, l'avanzata in direzione del Reno attraverso il Reichswald, e nuovamente nell'avanzata verso la Germania. La divisione è rimasta in vita sino al 12 giugno 1945, quando è stata riorganizzata come una divisione di fanteria, la Divisione della Guardia.

## Comandanti
La divisione ha avuto due comandanti:
- Maggior generale Sir Oliver Leese, Baronetto, KCB, CBE, DSO 17/06/1941 - 12/09/1942 (più tardi Tenente generale)
- Maggior generale Sir Allan Adair, Baronetto, KCVO, OB, DSO, MC (ufficiale comandante sino al 21/09/1942) 12/09/1942 - 12/06/1945

## Ordine di battaglia

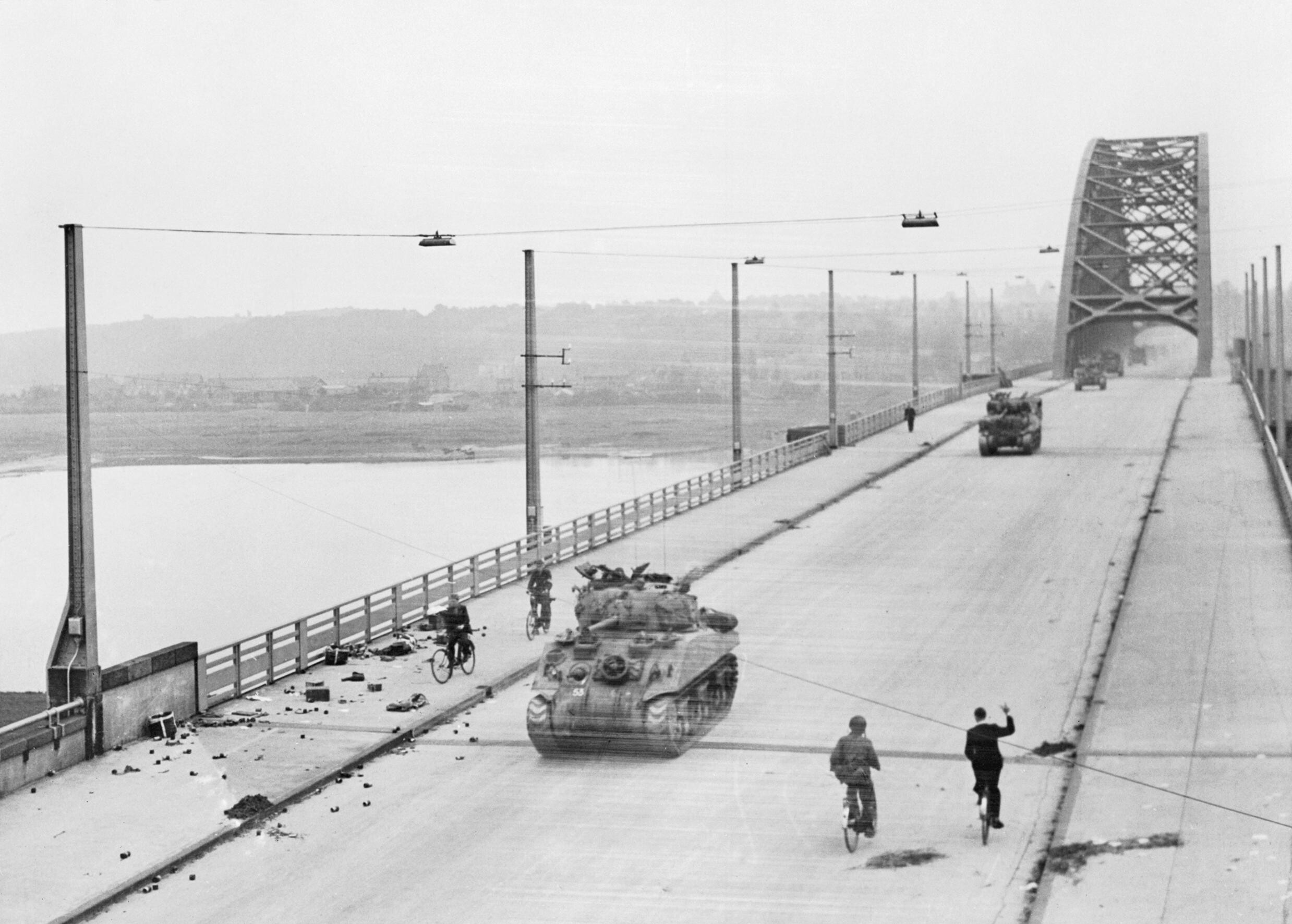
Unità del XXX Corpo della Guardia superano un ponte in prossimità di Nijmegen

Anche se la sua organizzazione sulla carta è rimasta di una brigata corazzata e una di fanteria meccanizzata, da dopo la Normandia ha combattuto generalmente divisa in due gruppi da battaglia per ciascun quartier generale di brigata.
5ª Brigata Corazzata della Guardia
- 2º Battaglione, Grenadier Guards
- 1º Battaglione, Coldstream Guards
- 2º Battaglione, Irish Guards
- 1º Battaglione, Grenadier Guards (Meccanizzato)

32ª Brigata della Guardia
- 5º Battaglione, Coldstream Guards
- 3º Battaglione, Irish Guards
- 1º Battaglione, Welsh Guards

Unità di supporto
- 2º Battaglione, Welsh Guards (Ricognizione)
- 14ª Compagnia Campale, Royal Engineers
- 615ª Compagnia Campale, Royal Engineers
- 53º Reggimento Campale, Royal Artillery
- 153º Reggimento Campale, Royal Artillery
- 21º Reggimento Anticarro, Royal Artillery
- 94º Reggimento Antiaereo Leggero, Royal Artillery

## Lista delle unità dove la divisione ha servito
- War Office Control 17/06/41 - 14/09/41
- Comando Meridionale 15/09/41 - 17/03/43
- VIII Corpo 17/03/43 - 19/06/44
- XII Corpo 19/06/44 - 27/06/44
- Seconda Armata 27/06/44 - 04/07/44
- XII Corpo 04/07/44 - 13/07/44
- VIII Corpo 13/07/44 - 23/07/44
- II Corpo canadese 24/07/44 - 30/07/44
- VIII Corpo 30/07/44 - 28/08/44
- XXX Corpo 28/08/44 - 12/12/44
- XII Corpo 13/12/44 - 20/12/44
- XXX Corpo 20/12/44 - 17/01/45
- Prima Armata canadese 18/01/45 - 20/01/45
- XXX Corpo 21/01/45 - 07/03/45
- II Corpo canadese 08/03/45 - 09/03/45
- XXX Corpo 10/03/45 - 15/04/45
- XII Corpo 16/04/45 - 27/04/45
- XXX Corpo 28/04/45 - 11/06/45

## Videogiochi
Una rappresentazione videoludica della Guards Armoured Division è presente in Steel Division: Normandy 44.